# Journal of Mass Spectrometry
Journal of Mass Spectrometry è una rivista accademica che si occupa di spettrometria di massa. Nel 2014 il fattore d'impatto della rivista era di 2,379.